# Jepsonia parryi
Jepsonia parryi là một loài thực vật có hoa trong họ Saxifragaceae. Loài này được (Torr.) Small miêu tả khoa học đầu tiên năm 1896.